# Eulz
Eulz (Eultz en euskera) es un concejo del municipio español de Allín, en la Comunidad Foral de Navarra. En 2020 tenía una población de 59 habitantes.

## Toponimia
Seguramente el nombre del pueblo viene del vasco euli ‘mosca’ y el sufijo abundancial -tz(e), por lo que significaría ‘lugar de muchas moscas’.
En la documentación antigua aparece como Euls (1274, NEN); Eulç (1257, NEN); Eulz (1174, NEN); Huls, Hulz, Uls, Ecclesia de (1275-1280, NEN).

## Geografía
El pueblo está en la ladera del monte Belástegui, en el límite entre el campo y el bosque: por debajo del pueblo están los cultivos, sobre todo de secano, y por encima el bosque de encinas. 
En su término había restos del despoblado de Ormaquia, y de un palacio del duque de Berwick y de Alba.

## Demografía
| 2000 | 2001 | 2002 | 2003 | 2004 | 2005 | 2006 | 2007 | 2008 | 2010 |
| ---- | ---- | ---- | ---- | ---- | ---- | ---- | ---- | ---- | ---- |
| 82   | 79   | 73   | 71   | 64   | 49   | 50   | 51   | 51   | 49   |